# Pilum
Pilum (flertal pila) er et kastespyd, de romerske legionærer brugte.
Spyddet havde et blødt stykke jern bag spidsen, så det bøjede når det ramte sit mål. Dette gjorde det umuligt at kaste spyddet tilbage og hvis spyddet havde sat sig fast i et skjold, måtte fjenden smide skjoldet fra sig, hvis han ville rykke frem.
Gaius Marius synes at være hovedmanden bag indførsel af pilum..